# Rio Turvo (Cajati - Barra do Turvo, SP)
O rio Turvo é um rio brasileiro do estado de São Paulo. Nasce na localização geográfica latitude: 24º53'00" Sul e longitude: 48º13'17" Oeste, próximo a localidade chamada de Cedro em Cajati, atravessa a rodovia federal BR-116 a qual em um bom percurso segue não só paralelo mas junto a esta rodovia, desvia-se para noroeste (340º), segue junto a rodovia que liga as localidades de Ribeirão do Veado, Perebá, Barreiro e Barra do Turvo até desaguar no rio Pardo, em Barra do Turvo.
Há outros três rios homônimos (rio Turvo) no estado de São Paulo:
- Rio Turvo (São Paulo)
- Rio Turvo (Agudos - Ourinhos, SP)
- Rio Turvo (Piedade - Pilar do Sul, SP)